# Federação Paranaense de Tênis de Mesa
A Federação de Tênis de Mesa do Paraná, (FTMP) é a entidade que organizala o esporte no estado. Inicialmente em Curitiba, hoje está sediada em Toledo, e filiada à Confederação Brasileira de Tênis de Mesa.

## Clubes Fundadores
- Centro Lítero Esportivo Mocidade
- Itupava Tênis clube
- Clube de Tênis de Mesa Guairá
- Coritiba Foot Ball Club
- União dos Gakusseis de Curitiba
- Clube Sul América
- Esporte Clube Drible Íris
- Independência Esporte clube
- Clube Municipal de Curitiba
- Sociedade Thalia - Curitiba []
- Grêmio Recreativo Kolber
- Ideal Esporte Clube

## Ligações Externas
- Histórico